# Перкина, Ксения Валерьевна
Ксения Валерьевна Перкина (24 марта 1994) — российская футболистка, полузащитница.

## Биография
Начала заниматься футболом в саранской любительской команде «Цензура», причём в начале карьеры играла на позиции вратаря. Позднее стала играть на позиции полевого игрока и перешла в профессиональный клуб «Мордовочка», в 2012—2014 годах включалась в заявку основного состава команды. В высшем дивизионе России сыграла единственный матч 23 августа 2012 года против «Измайлово», вышла на замену на 55-й минуте вместо Виктории Недопекиной.
В 2017 году выступала за московское «Торпедо» в первом дивизионе.
Также играла за подмосковные мини-футбольные клубы «Метеор» (Балашиха) и «Формула».
Училась в Мордовском государственном педагогическом институте имени М. Е. Евсевьева.